# Carmine Galante

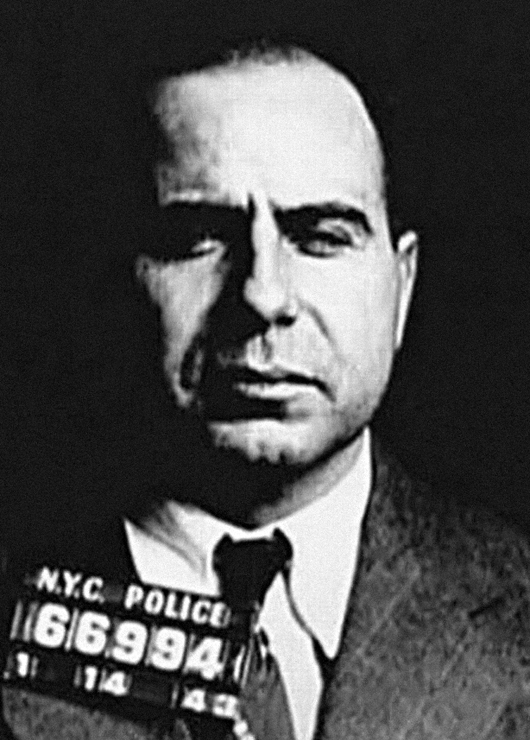
Carmine Galante 1943

Carmine Galante, genannt „Lilo“ oder „The Cigar“ (* 21. Februar 1910 in East Harlem, New York City; † 12. Juli 1979 in Brooklyn, ebenda), war ein US-amerikanischer Mobster und berüchtigter Anführer der Bonanno-Familie der La Cosa Nostra von New York. Bekannt wurde er vor allem aufgrund seines Ende der 1970er Jahre unternommenen Versuchs, durch die Kontrolle des Drogenhandels in New York die Macht über alle Fünf Familien zu erlangen. Wie sein Spitzname „The Cigar“ andeutet, war Galante ein passionierter Raucher, der zumeist mit einer Zigarre im Mund anzutreffen war.

## Frühe Jahre
Galante war der Sohn eines Fischers aus Castellammare del Golfo auf Sizilien, der in die USA eingewandert war. Geboren in einem Mietshaus in East Harlem, begann Galante seine Karriere als Berufsverbrecher bereits im Alter von 11 Jahren, als er sich einer Straßenbande jugendlicher Krimineller in der Lower East Side anschloss. Als Teenager knüpfte er erste Kontakte zur Mafia, in deren Rängen er während der Prohibitionszeit aufstieg. 1930 wurde Galante, der es bis dahin zum Chef eines Teams von Geldeintreibern gebracht hatte, von der Polizei überrascht, als er in Brooklyn zusammen mit einigen anderen Gangstern einen LKW rauben wollte. Nach einem Feuergefecht, in dessen Verlauf er einem Polizisten ins Bein schoss und bei dem ein sechs Jahre altes Mädchen durch eine verirrte Kugel verletzt wurde, wurde Galante inhaftiert und später zu einer Gefängnisstrafe von 12 ½ Jahren verurteilt.

## Aufstieg und neuerliche Haft
Als er 1939 unter Auflagen aus der Haft entlassen wurde, trat Galante zunächst in die Dienste des einflussreichen Mafiosos Vito Genovese, für den er Mordaufträge ausführte. Es wird angenommen, dass Galante 1943 den linksgerichteten italienischen Journalisten Carlo Tresca im Auftrag Genoveses ermordet hat. Schließlich wurde er als Vollmitglied in die Bonanno-Familie aufgenommen, in der er sich vom Chauffeur des Anführers Joseph Bonanno zum Underboss hocharbeitete.
Bereits zur damaligen Zeit war Galante in Drogengeschäfte verwickelt. Zusammen mit Anthony Strollo und Joseph DiPalermo bildete er ein Trio, das zu dieser Zeit den Drogenhandel in New York dominierte. Sein Aufstieg fand jedoch 1962 zunächst ein abruptes Ende. Strollo wurde 1962 ermordet und Galante wurde aufgrund seiner Beteiligung an einem Drogengeschäft, das angeblich von Frank Costello und anderen Rivalen der Bonanno-Familie an die Behörden verraten worden war, zu einer Gefängnisstrafe von 20 Jahren verurteilt. Während Galante sich in Haft befand, brachen interne Streitigkeiten innerhalb der Bonanno-Familie aus, die dazu führten, dass sein Förderer Joseph Bonanno die Stellung des Anführers der Familie einbüßte und sich nach Arizona zurückzog. Neuer Anführer der Familie wurde nach einigen Wirren schließlich Philip Rastelli.

## Der Griff nach der Macht
1974 wurde Galante unter Auflagen aus der Haft entlassen. Da Rastelli kurze Zeit später eine Gefängnisstrafe antrat, übernahm Galante faktisch die Rolle des Anführers der Bonanno-Familie. In der Folgezeit versuchte er, die Kontrolle über sämtliche Drogengeschäfte der Mafia an sich zu reißen und ging zur Erreichung dieses Zieles sehr gewalttätig vor. So wurde er z. B. auch verdächtigt, die Ermordung von acht Mitgliedern der ihm feindlich gesinnten Gambino-Familie angeordnet zu haben, um deren lukratives Drogengeschäft zu übernehmen.
Den amerikanischen Mafiosi war es aufgrund eines Beschlusses der Commission, der obersten Instanz der amerikanischen Mafia, verboten, mit Drogen zu handeln – nicht etwa aus moralischen Gründen, sondern weil dieses Geschäft zu viel Aufmerksamkeit seitens der Strafbehörden nach sich zog. Die amerikanische Mafia übertrug den Drogenhandel daher an die Sizilianer; diese organisierten ab 1957 die logistischen Strukturen für den Schmuggel und beteiligten die Fünf Familien am Gewinn, ein Arrangement, das in den 1980er Jahren als Pizza Connection bekannt wurde.
Galante, der einst selbst an der Etablierung dieses Systems beteiligt gewesen war, kümmerte das alte Verbot nun nicht mehr. Er wollte direkt in das Drogengeschäft einsteigen und begann, erfahrene sizilianische Mafiosi in die USA zu holen, damit diese für ihn Heroin ins Land schmuggelten und verkauften. Die Gewinne behielt Galante fast ausschließlich für sich, was natürlich für Unmut sorgte. Galante begann, sich eine loyale sizilianische Leibwache zu halten, und versuchte langsam und systematisch, mit Hilfe der Gewinne aus dem Drogenhandel die Macht über die New Yorker Commission und die anderen vier Familien zu erringen. Er nahm wichtige sizilianische "Ehrenmänner" in die Bonanno-Familie auf und ernannte zwei von ihnen sogar zu Captains, was für Unmut unter seinen eigenen Soldaten sorgte: Die italoamerikanischen Mafiosi betrachteten die Sizilianer mit einer Mischung aus Geringschätzung und Furcht und nannten sie ‚zips‘ (‚Zischer‘- aufgrund ihrer schnellen Sprechweise), wie der Undercover Agent Joseph Pistone dem FBI berichtete.
1978 wurde Galante kurzzeitig inhaftiert und wegen eines Verstoßes gegen seine Bewährungsauflagen, unter anderem war ihm aufgegeben worden, sich von Kriminellen fernzuhalten, angeklagt. Verteidigt von dem berüchtigten Mafia-Anwalt Roy Cohn, wurde er jedoch in einem Prozess freigesprochen.

## Das Ende
Aufgrund seiner Machtgier und auch seines ungewöhnlich gewalttätigen Vorgehens hatte Galante Ende der 1970er Jahre nicht nur den Unwillen des von ihm verdrängten Rastelli, sondern vor allem auch den Zorn der Anführer der anderen vier Mafia-Familien von New York auf sich gezogen, die seine wachsende Macht mehr und mehr fürchteten.  Aber auch viele Sizilianer waren inzwischen unzufrieden mit Galante, der als geizig und gierig galt. Selbst in der Bonanno-Familie gab es mittlerweile viele Unzufriedene.
Daher beschloss eine breite Koalition von Mafiosi, Galante zu beseitigen. Am 12. Juli 1979 wurde Galante zusammen mit seinem amerikanischen Bodyguard Leonard Coppola und seinem Cousin Giuseppe Turano in seinem Brooklyner Lieblingsrestaurant „Joe and Mary“ erschossen, in dem er gerade sein Mittagessen eingenommen hatte. Die Täter schossen Galante aus kurzer Distanz in den Kopf und in die Brust. Er starb mit einer Zigarre im Mundwinkel.
An dem Mord unmittelbar beteiligt waren Dominic „Sonny Black“ Napolitano, Anthony „Bruno“ Indelicato, Dominick Trinchera, Cesare Bonventre, Baldassare Amato und Louis Giongetti, die von Alphonse „Sonny Red“ Indelicato, einem hochrangigen Mitglied der Bonanno-Familie, sowie Joseph Massino mit der Durchführung der Tat beauftragt worden waren. Sonny Red, Massino, Joseph „J.B.“ Indelicato sowie Philip „Philly Lucky“ Giaccone sollen laut Aussage des Bonanno-Mitgliedes Frank Lino während des Anschlags außerhalb des Restaurants stationiert worden sein, um einen reibungslosen und störungsfreien Ablauf des Attentats zu garantieren. Galantes sizilianische Leibwache um Bonventre und Amato war in die Anschlagspläne eingeweiht und verriet ihn an seine Feinde.
Nach der Tat flohen die Mörder mit einem zuvor gestohlenen Auto. Bruno Indelicato fuhr dann zum Ravenite Club des Gambino-Underbosses Aniello Dellacroce, wo ihn der Bonanno-Consigliere Stefano „Stevie Beef“ Cannone erwartete und die Benachrichtigung über die Ausführung der Tat entgegennahm. Dieses Treffen, bei dem der eintreffende Indelicato von Cannone beglückwünscht wurde, wurde mit einer Überwachungskamera aufgezeichnet. Die Mörder erhielten später hohe Positionen in der Bonanno-Familie.

## Adaptionen
- Im Film Donnie Brasco wird die Ermordung Galantes erwähnt, als „Lefty“ Ruggiero von der "Ermordung des Bosses" spricht, nachdem er "vorgeladen" wurde. Zu dieser Zeit war Galante der Acting Boss der Familie, als Philip „Rusty“ Rastelli inhaftiert war.
- Seine Ermordung wird in der Fernsehserie Die Sopranos erwähnt (Staffel 1, Episode 10, Titel: „Ein Hit ist ein Hit“ [A Hit is a Hit]).
- In dem Film Mob Town aus dem Jahr 2019 wird Galante durch Gino Cafarelli verkörpert.

## Dokumentationen
2012: Im Netz der Mafia – Die Geheimakten des FBI: Der Drogenbaron: Carmine Galante; britisches Doku-Drama